# HMS Vanguard (S28)
L'HMS Vanguard (Pennant number S28), undicesima nave da guerra britannica a portare questo nome, è un sottomarino nucleare lanciamissili balistici della Royal Navy. Insieme agli altri 4 sottomarini dell'omonima classe, costituisce l'attuale e unico deterrente nucleare inglese, trasportando 16 missili Trident II.  dal 1998 Insieme agli altri 4 sottomariniche ha come porto di riferimento la base della Marina Reale HMNB Clyde, in Scozia. Costruito fra il 1986 e il 1993, ebbe come primo Capitano il Capitano di Vascello David Russell. Nel febbraio 2002 il sottomarino incominciò una sessione di ammodernamento che durò due anni. L'aggiornamento venne completato nel giugno 2004 e nell'ottobre 2005 tornò per effettuare delle prove al sistema missilistico Trident, sparando con i missili disarmati (Demonstration and Shakedown Operations).
Caratteristiche generali
- Dislocamento: 16,000 tonnellate sommerso
- Propulsione: un reattore nucleare Rolls-Royce PWR2, due turbine GEC e un propulsore a idrogetto.
- Propulsori elettrici: due generatori diesel Paxman, due turbine a gas WH Allen
- Velocità: 25 nodi (46 km/h)
- Equipaggio: 14 ufficiali, 121 marinai
- Armamento strategico: 16 missili balistici Lockheed Trident II D5
- Armamento difensivo: 4 basi di lancio per 21 siluri da 533 mm e 16 siluri Spearfish

## Incidenti
La notte del 3 o 4 febbraio 2009, mentre era impegnato in un pattugliamento di deterrenza, il battello è entrato in collisione a bassa velocità con il sottomarino lanciamissili francese Le Triomphant, riportando danni allo scafo che lo hanno costretto a rientrare al traino alla base.